# Leptagrion porrectum
Leptagrion porrectum är en trollsländeart som först beskrevs av Hagen in Selys 1876.  Leptagrion porrectum ingår i släktet Leptagrion och familjen dammflicksländor. Inga underarter finns listade i Catalogue of Life.